# Palomar 4
Palomar 4 è un ammasso globulare visibile nella costellazione dell'Orsa Maggiore, al confine col Leone.
Fu scoperto da Edwin Hubble nel 1949 e in seguito riscoperto da A. G. Wilson nel 1955; dista oltre 400.000 anni luce.
Quest'oggetto è più lontaro pure delle due Nubi di Magellano; inizialmente si credeva che fosse una galassia nana, per cui gli fu assegnato il nome di Galassia Nana dell'Orsa Maggiore. In seguito venne dimostrata la sua appartenenza alla classe degli ammassi globulari, in particolare a quelli di piccola massa dispersi all'esterno dell'alone galattico. Questo è il più difficile da osservare degli oggetti del suo genere (ammassi globulari isolati); la stella più luminosa dell'ammasso è di diciottesima magnitudine apparente.